# دی‌هیدروکسی‌استون فسفات
دی‌هیدروکسی‌استون فسفات (به انگلیسی: Dihydroxyacetone phosphate) با فرمول شیمیایی C۳H۷O۶P یک ترکیب شیمیایی با شناسه پاب‌کم ۴۶۴۳۳۰۰ است؛ که جرم مولی آن ۱۷۰٫۰۶ g/mol می‌باشد.